# La Ruchère
Pour les articles homonymes, voir La Ruche.
La Ruchère est une ancienne commune rattachée en 1794 à Saint-Christophe-sur-Guiers (Isère). Elle est située sur l'arête occidentale du massif de la Chartreuse.

## Le village

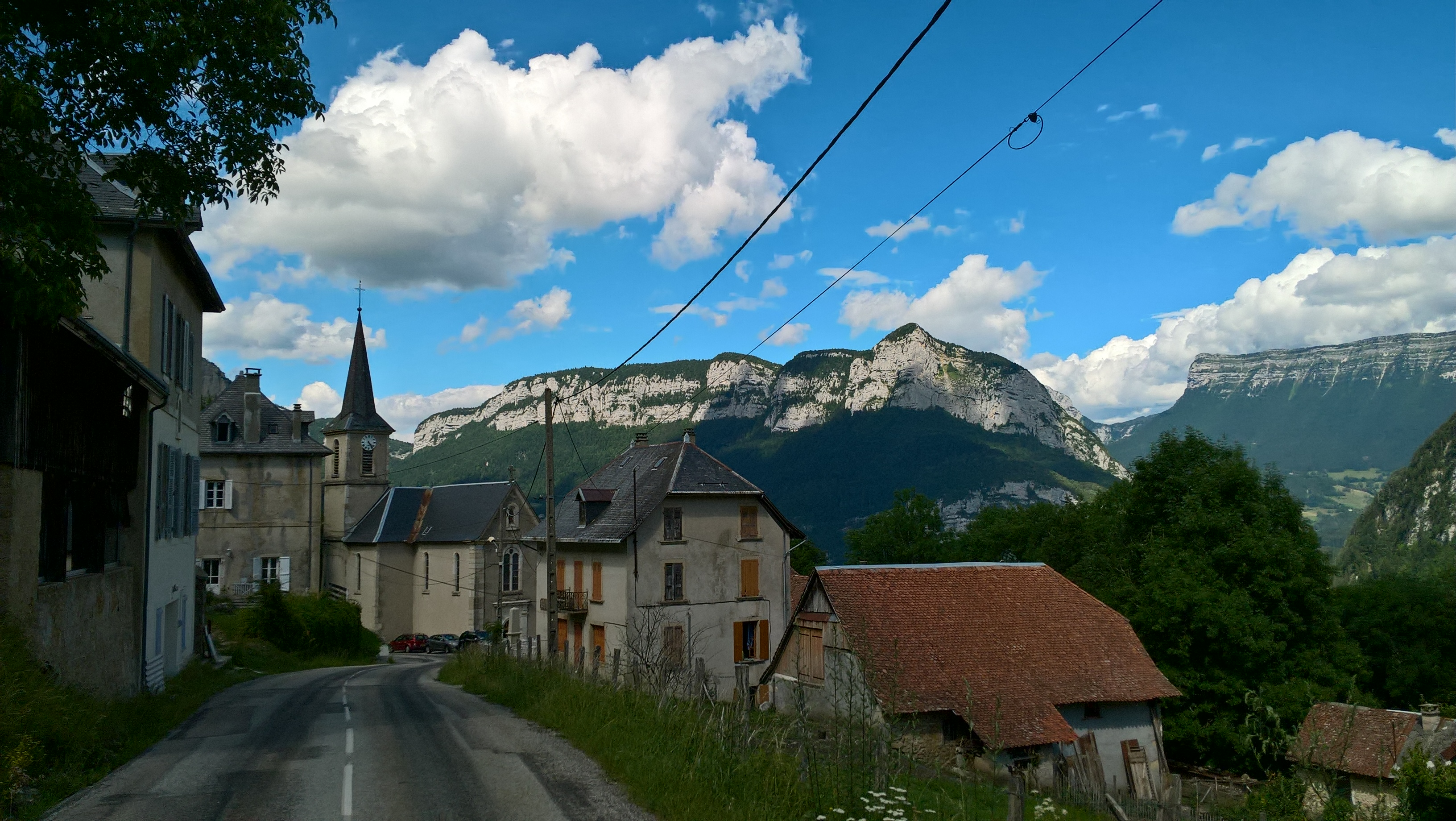
Le village

Depuis Saint-Laurent-du-Pont (Isère) ou Les Échelles (Savoie), on accède à La Ruchère par le Pas du Frou, dont la route en encorbellement domine le cours du tumultueux Guiers Vif.
Ce petit village de moyenne montagne voit ses habitations s'étirer le long d'une route en lacets entre son église (895 m) et le Centre de Ski nordique (1 165 m). Si les activités estivales sont partagées entre la sylviculture et les loisirs verts, l'arrivée des premières neiges voit se mettre en place une économie entièrement axée sur l'exploitation du domaine de ski nordique.
En 1793, avant son rattachement à Saint-Christophe-sur-Guiers, la Ruchère était peuplée de 254 habitants.

## La station

### Sports d'hiver
Le centre de ski nordique développe 35 km de pistes balisées, damées en classique, alternatif et skating. Il comporte également 4 itinéraires raquettes balisés sur 32 km.
Il est animé par des professionnels de la montagne dont un moniteur pisteur secouriste. La randonnée à raquettes ou le ski de randonnée hors pistes balisées y sont possibles sur les pentes du Petit Som, le point culminant (1 770 m).

### Cyclisme
La Ruchère fut le théâtre d'une étape du Tour de France 1984, entre Les Échelles et La Ruchère lors d'un contre-la-montre. L'ascension fut classée Hors catégorie, et à ce jour, elle reste l'ascension classée à ce niveau la moins élevée en altitude de l'histoire du Tour.

### Spéléologie
Situé à dix minutes de marche du centre de ski nordique s'ouvre une cavité importante. Le gouffre Marco Polo (1 135 m) déroule ses méandres interminables jusqu'au collecteur plongé en 1989. La profondeur atteinte est de 530 m pour 5215 mètres de développement,,. L'exsurgence du synclinal de La Ruchère est la grotte du Jallier située dans le lit du Guiers Vif à 488 mètres d'altitude.